# Peter Schetty

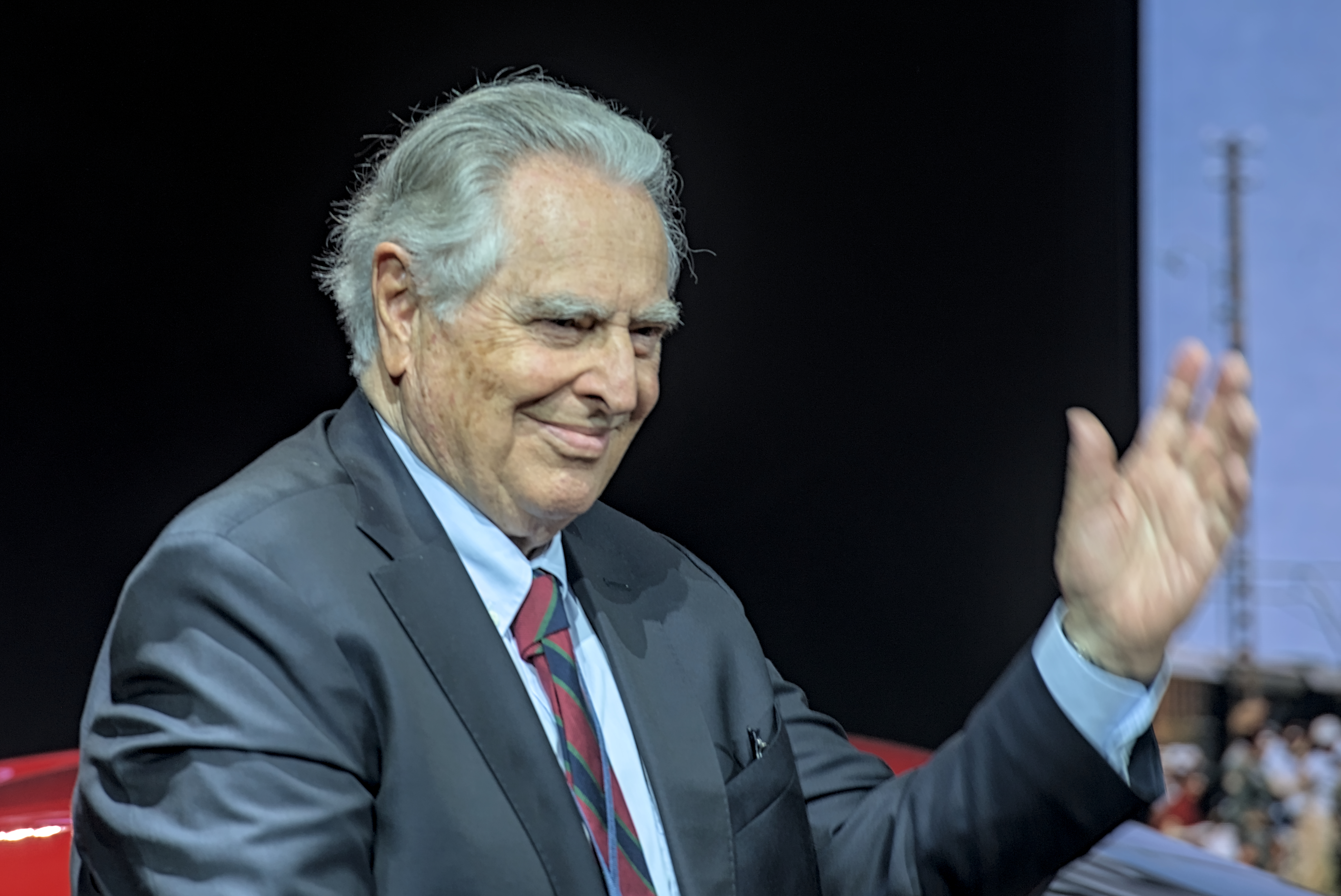
Peter Schetty auf der Auto Zürich 2024

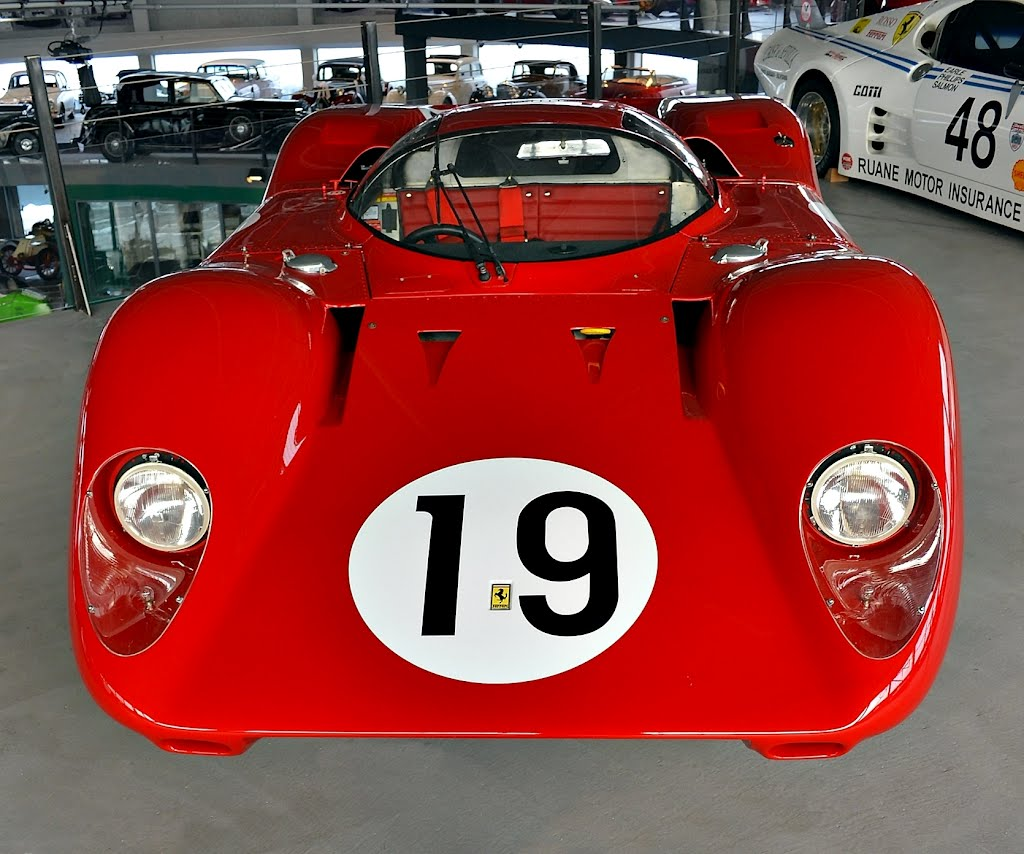
Der Ferrari 312P mit dem Peter Schetty beim 24-Stunden-Rennen von Le Mans 1969 am Start war

Peter Rudolf Schetty (* 21. Juni 1942 in Basel) ist ein ehemaliger Schweizer Autorennfahrer und Rennleiter der Scuderia Ferrari.

## Karriere
Peter Schetty entstammt einer wohlhabenden Schweizer Textilunternehmerfamilie. In den 1960er-Jahren begann er mit Bergrennen und fuhr 1965 und 1966 für die Scuderia Filipinetti deren Shelby Mustang in der Europa-Bergmeisterschaft. Schetty gewann unter anderem das Gaisbergrennen und am Roßfeld. Nach einem Jahr 1967 bei Abarth bekam er 1968 einen Werksvertrag bei der Scuderia Ferrari. Mit dem Ferrari 212E Montagna beherrschte er 1969 die Meisterschaft, gewann alle Rennen der Sportwagenklasse und überlegen den Meistertitel.
1970 stieg Schetty ins Sportwagenteam der Scuderia auf und bestritt mit dem Ferrari 512S Rennen zur Sportwagen-Weltmeisterschaft. Beim 1000-km-Rennen von Spa-Francorchamps wurde er gemeinsam mit Jacky Ickx Zweiter und beim 1000-km-Rennen von Monza als Partner von John Surtees Dritter.
Ende 1970 beendete er seine Rennkarriere und übernahm 1971 die Position des Rennleiters bei der Scuderia. Zwei Jahre lenkte der Schweizer die Geschicke des italienischen Rennstalls, ehe er sich am Ende der Saison 1972 ganz aus dem Motorsport zurückzog, um die Geschäftsführung des Familienbetriebs zu übernehmen.

## Statistik

### Le-Mans-Ergebnisse
| Jahr | Team              | Fahrzeug     | Teamkollege | Platzierung | Ausfallgrund |
| ---- | ----------------- | ------------ | ----------- | ----------- | ------------ |
| 1969 | SpA Ferrari SEFAC | Ferrari 312P | Chris Amon  | Ausfall     | Unfall       |
| 1970 | SpA Ferrari SEFAC | Ferrari 512S | Jacky Ickx  | Ausfall     | Unfall       |

### Sebring-Ergebnisse
| Jahr | Team                 | Fahrzeug            | Teamkollege | Platzierung | Ausfallgrund       |
| ---- | -------------------- | ------------------- | ----------- | ----------- | ------------------ |
| 1970 | Ferrari S.P.A. SEFAC | Ferrari 512S Spyder | Jacky Ickx  | Ausfall     | Zylinder überhitzt |

### Einzelergebnisse in der Sportwagen-Weltmeisterschaft
| Saison | Team             | Rennwagen      | 1   | 2   | 3   | 4   | 5   | 6   | 7   | 8   | 9   | 10  | 11  | 12  | 13  | 14  |
| ------ | ---------------- | -------------- | --- | --- | --- | --- | --- | --- | --- | --- | --- | --- | --- | --- | --- | --- |
| 1966   | Karl Foitek      | Shelby Mustang | DAY | SEB | MON | TAR | SPA | NÜR | LEM | MUG | CCE | HOK | SIM | NÜR | ZEL |     |
| 1966   | Karl Foitek      | Shelby Mustang |     |     |     |     |     |     |     | 12  |     |     |     |     |     |     |
| 1967   | Abarth           | Abarth 2000SP  | DAY | SEB | MON | SPA | TAR | NÜR | LEM | HOK | MUG | BRH | CCE | ZEL | OVI | NÜR |
| 1967   | Abarth           | Abarth 2000SP  |     |     |     |     |     |     |     |     |     | 4   |     |     |     |     |
| 1969   | Scuderia Ferrari | Ferrari 312P   | DAY | SEB | BRH | MON | TAR | SPA | NÜR | LEM | WAT | ZEL |     |     |     |     |
| 1969   | Scuderia Ferrari | Ferrari 312P   |     |     |     | DNF |     |     |     | DNF |     |     |     |     |     |     |
| 1970   | Scuderia Ferrari | Ferrari 512S   | DAY | SEB | BRH | MON | TAR | SPA | NÜR | LEM | WAT | ZEL |     |     |     |     |
| 1970   | Scuderia Ferrari | Ferrari 512S   | DNF | DNF |     | 3   |     | 7   |     | DNF | 5   |     |     |     |     |     |